# جوناثان جاكيه
جوناثان جاكيه (بالإسبانية: Jonathan Jacquet)‏ هو لاعب كرة قدم أرجنتيني، ولد في 22 سبتمبر 1982 في سانتا في في الأرجنتين. لعب مع Sportivo Patria ‏.